# Partiell
Partiell (von lateinisch für Teil) werden Phänomene bezeichnet, bei denen nicht der maximal mögliche Grad eintritt. Der Begriff wird in den verschiedensten Fachgebieten verwendet, unter anderem
- in der Medizin (z. B. partielle Pleurektomie, Trisomie, Erblindung, Brüche usw.)
- in der Physik, Optik oder Technik (etwa bei der Wellenresonanz und -Reflexion, bei Strömungs- oder Materialeigenschaften)
- in der Astronomie bei der partiellen Verfinsterung von Himmelskörpern oder der Sichtbarkeit von Satelliten
- in der Mathematik, etwa für Partielle Ableitungen und Partielle Differentialgleichungen.

Siehe auch:
- Part
- Teil